# Iso646.h
iso646.h define uma série de macros que fornecem meios alternativos para escrever operadores na linguagem C conforme um adendo do ano de 1995 ao padrão C90. Estas formas alternativas permitem que programadores utilizando teclados diferentes do padrão QWERTY possam digitar facilmente os operadores pois os símbolos originais da linguagem podem ser difíceis para digitar. Alguns programadores também alegam ganhos de legibilidade do código, evitando erros típicos da linguagem.
O nome do arquivo cabeçalho refere-se ao padrão ISO 646 que define um conjunto de caracteres representados por sete bits que possui variações regionais, algumas das quais incluem caracteres no lugar dos símbolos utilizados pelos operadores.

## Macros
O cabeçalho define estas onze macros:
| Macro  | Define |
| ------ | ------ |
| and    | &&     |
| and_eq | &=     |
| bitand | &      |
| bitor  | \|     |
| compl  | ~      |
| not    | !      |
| not_eq | !=     |
| or     | \|\|   |
| or_eq  | \|=    |
| xor    | ^      |
| xor_eq | ^=     |